# L'Art culinaire à travers l'Algérie
L'Art culinaire à travers l'Algérie est un livre référence de la cuisine algériennede Zineb Sekelli.
Écrit à partir des années 1950 et édité en 1973 par la SNED, unique entreprise d'édition à cette période, il est le premier livre édité sur la gastronomie algérienne après la guerre d'Algérie.
Fruit d'un long travail de transcription et de mémoire des recettes des différents plats et spécialités algériennes, il rassemble dans un ouvrage d'anthologie de plus de 450 pages, des recettes de cuisine de toutes les régions d’Algérie.
Le livre a connu succès important à sa sortie en 1973, et a été réédité en 1974 pour répondre à la forte demande, puis une troisième fois en 1988 par les éditions de l'Entreprise nationale algérienne du livre ENAL, qui succéda à la SNED.
Une quatrième édition a vu le jour en 2022 (Édition publication indépendante) et une version en langues arabe et anglaise est en cours de préparation.
L’Art culinaire à travers l’Algérie demeure une référence bibliographique importante de la gastronomie algérienne, comme l’indiquent les différentes citations et présences bibliographiques locales, ou internationale,,,,,,,,.